# Die Rote Fahne (Österreich)
Die Rote Fahne war eine kommunistische österreichische Tageszeitung, die zwischen 1919 und 1939 in Paris, Wien, Prag und Brünn erschien. Sie kam vier bis sechs Mal wöchentlich heraus und trug den Nebentitel Zentralorgan der Kommunistischen Partei Österreichs (Sektion der Kommunistischen Internationale). In Die Rote Fahne aufgegangen ist 1921 Der Kommunistische Landbote, der zuvor einige Monate lang selbständig erschienen war. Als Beilage enthielt Die Rote Fahne die Zeitung Der Rote Stern. Vorläufer der Zeitung waren Der Weckruf (November 1918 bis Jänner 1919) und Die Soziale Revolution (Jänner bis Juli 1919) und Nachfolgerin ab 1945 die Österreichische Volksstimme.
Die linksgerichtete Zeitung stand von März bis Juli 1933 unter Vorzensur, danach für einige Tage unter verschärfter Vorlagepflicht, bis sie schließlich am 10. Juli 1933 mit Kolportageverbot belegt wurde. Die Ausgaben ab Juli 1933 erschienen deshalb illegal und nur noch in unregelmäßigen Abständen in der Tschechoslowakei, Belgien und Frankreich.